# Pierre Fosset
Pierre Fosset est un dirigeant français de basket-ball.

## Biographie
Pierre Fosset est le président du club de basket-ball féminin de Ligue féminine de basket CJM Bourges Basket depuis 1993, année de l'arrivée au club de la meneuse Yannick Souvré et de l’entraineur russe Vadim Kapranov qui remportent en 1995 la Coupe Ronchetti face aux italienne de Parme. La même année, le club remporte son premier titre national. Puis il remporte trois fois l'Euroligue féminine. 
En 2007, il reçoit les insignes de Chevalier de l'Ordre national du Mérite.
En 2012, faut de pouvoir décrocher la construction d'une nouvelle salle, il obtient l'agrandissement de la Palais des sports du Prado à 5 000 places pour un investissement de 16 millions d'euros
Il est critiqué en 2011 pour une affiche jugée trop sexy pour la campagne d'abonnements du club,. Fin 2012, pour développer l'audience du sport féminin, il met sur pied pour mai 2013 les Premiers états généraux du sport féminin en équipe.
En mai 2019, il prend sa retraite de dirigeant du club après 26 ans de présidence, mais dès juin, la Fédération française de basket-ball le désigne président de la Commission fédérale du Circuit Pro 3x3, qui doit lancer un circuit professionnel 3x3 masculin et féminin d’octobre à avril à partir de 2020.

## Palmarès
Le club des Tango Bourges possède l'un des plus beaux palmarès du basket-ball français :
- Championnat de France : (14) 1995, 1996, 1997, 1998, 1999, 2000, 2006, 2008, 2009, 2011, 2012, 2013, 2015 et 2018  ;
- Coupe de France : (11) 1990, 1991, 2005, 2006, 2008, 2009, 2010, 2014, 2017, 2018 et 2019[10] ;
- Tournoi de la Fédération : (7) 1996, 1999, 2000, 2001, 2006, 2007, 2008.
- Match des champions : (4) 2014, 2015, 2017 et 2018.

Le club est le premier club français tous sports confondus à conserver un titre européen :
- Vainqueur de l’EuroLigue : (3) 1997, 1998, 2001 ;
- Vainqueur de l’EuroCoupe : 2016 ;
- Finaliste de l’EuroLigue : 2000 ;
- Coupe Ronchetti : 1995.